# Donald R. Davis
Donald R. Davis (Carlsbad, 14 de septiembre de 1956) es un economista estadounidense. Se desempeña como profesor Ragnar Nurkse de Economía en la Universidad de Columbia.

## Biografía
Recibió su licenciatura en la Universidad de California en Berkeley y su doctorado de la Universidad de Columbia. Enseñó en la Universidad de Harvard antes de unirse a la facultad de Columbia en 1999 y fue nombrado presidente del departamento de economía en 2001.
La investigación de Davis se centra en probar las teorías del comercio internacional y sus contribuciones teóricas incluyen la mejora del modelo Heckscher-Ohlin relajando los supuestos subyacentes a la igualación de precios de los factores para generar un alto éxito predictivo utilizando el modelo para pronosticar el comercio internacional. Su beca de investigación se ha centrado en la geografía económica y la desigualdad dentro de las ciudades.